# Station Biskupice Lubelskie
Station Biskupice Lubelskie is een spoorwegstation in de Poolse plaats Biskupice.